# Erax
Erax is een vliegengeslacht uit de familie van de roofvliegen (Asilidae).

## Soorten
- E. albiceps Macquart, 1850
- E. atticus (Loew, 1871)
- E. barbatus Scopoli, 1763
- E. costalis (Wulp, 1899)
- E. crassicauda (Loew, 1862)
- E. curiatius (Walker, 1849)
- E. dilsi Tomasovic, 2002
- E. ermolenkoi Lehr, 1992
- E. fuscidus (Pallas in Wiedemann, 1818)
- E. globifer (Strobl, 1906)
- E. gracilis Theodor, 1980
- E. grootaerti Tomasovic, 2002
- E. hayati Tomasovic, 2002
- E. macedonicus (Tsacas, 1960)
- E. maculatus Scopoli, 1763
- E. melanothrix (Tsacas, 1960)

- E. nigrocinctus (Becker, 1909)
- E. nigrosetosus Theodor, 1980
- E. nubeculus (Loew, 1848)
- E. punctipennis

Gevlekte borstelroofvlieg (Meigen, 1820)
- E. rjabovi Richter, 1963
- E. rufipes Scopoli, 1763
- E. salomon Macquart, 1838
- E. sedulus Richter, 1963
- E. sinensis (Macquart, 1838)
- E. tenuicornis (Loew, 1848)
- E. varians (Meigen, 1830)